# Гірськолижний спорт на зимових Олімпійських іграх 1960
Змагання з гірськолижного спорту на зимових Олімпійських іграх 1960 тривали з 20 до 26 лютого на лижному курорті Скво-Веллі (Каліфорнія, США). Програма складалася з 6-ти дисциплін. Змагання чоловіків у швидкісному спуску відбулися на горі Скво-Пік, у швидкісному спуску серед жінок і в слаломі та гігантському слаломі серед чоловіків - на KT-22, а в слаломі й гігантському слаломі серед жінок - на Папус-Пік.
Водночас це ще й був 16-й Чемпіонат світу з гірськолижного спорту. На цих Іграх востаннє час вимірювався до десятих часток секунди, на наступних Іграх вже буде до сотих.

## Чемпіони та призери

### Таблиця медалей
| Місце               | Країна                           | Золото | Срібло | Бронза | Загалом |
| ------------------- | -------------------------------- | ------ | ------ | ------ | ------- |
| 1                   | Швейцарія (SUI)                  | 2      | 0      | 0      | 2       |
| 2                   | Австрія (AUT)                    | 1      | 2      | 2      | 5       |
| 3                   | Об'єднана німецька команда (EUA) | 1      | 1      | 1      | 3       |
| 4                   | Франція (FRA)                    | 1      | 0      | 2      | 3       |
| 5                   | Канада (CAN)                     | 1      | 0      | 0      | 1       |
| 6                   | США (USA)                        | 0      | 3      | 0      | 3       |
| 7                   | Італія (ITA)                     | 0      | 0      | 1      | 1       |
| Загалом (7 збірних) | Загалом (7 збірних)              | 6      | 6      | 6      | 18      |

Джерело:

### Чоловіки
| Дисципліна         | Золото                     | Золото | Срібло                                        | Срібло | Бронза                     | Бронза |
| ------------------ | -------------------------- | ------ | --------------------------------------------- | ------ | -------------------------- | ------ |
| Швидкісний спуск   | Жан Вюарне · Франція       | 2:06.0 | Ганс-Петер Ланіґ · Об'єднана німецька команда | 2:06.5 | Гі Перійя · Франція        | 2:06.9 |
| Гігантський слалом | Роджер Стауб · Швейцарія   | 1:48.3 | Пепі Штіґлер · Австрія                        | 1:48.7 | Ернст Гінтерзеєр · Австрія | 1:49.1 |
| Слалом             | Ернст Гінтерзеєр · Австрія | 2:08.9 | Маттіас Лайтнер · Австрія                     | 2:10.3 | Шарль Бозон · Франція      | 2:10.4 |

Джерело:

### Жінки
| Дисципліна         | Золото                                   | Золото | Срібло            | Срібло | Бронза                                         | Бронза |
| ------------------ | ---------------------------------------- | ------ | ----------------- | ------ | ---------------------------------------------- | ------ |
| Швидкісний спуск   | Гайді Бібль · Об'єднана німецька команда | 1:37.6 | Пенні Піту · США  | 1:38.6 | Траудль Гехер · Австрія                        | 1:38.9 |
| Гігантський слалом | Івонн Рюеґґ · Швейцарія                  | 1:39.9 | Пенні Піту · США  | 1:40.0 | Джуліана Мінуццо · Італія                      | 1:40.2 |
| Слалом             | Енн Геґґвейт · Канада                    | 1:49.6 | Бетсі Снайт · США | 1:52.9 | Барбі Геннеберґер · Об'єднана німецька команда | 1:56.6 |

Джерело:

## Опис траси
| Дата        | Спуск                         | Висота старту | Висота фінішу | Перепад висот | Довжина спуску | Середній нахил |
| ----------- | ----------------------------- | ------------- | ------------- | ------------- | -------------- | -------------- |
| Пон 22 лют  | Швидкісний спуск - чоловіки   | 2707 м        | 1949 м        | 758 м         | 3.095 км       | 24,5%          |
| Суб 20 лют  | Швидкісний спуск - жінки      | 2447 м        | 1894 м        | 553 м         | 1.828 км       | 30,3%          |
| Нед 21 лют  | Гігантський слалом - чоловіки | 2447 м        | 1894 м        | 553 м         | 1.800 км       | 30,7%          |
| Вів 23 лют  | Гігантський слалом - жінки    | 2276 м        | 1894 м        | 382 м         | 1.300 км       | 29,4%          |
| Сер 24 лют  | Слалом - чоловіки             | 2110 м        | 1894 м        | 216 м         | 0.590 км       | 36,6%          |
| П'ят 26 лют | Слалом - жінки                | 2080 м        | 1894 м        | 186 м         | 0.480 км       | 38,8%          |

## Країни-учасниці
У змаганнях з гірськолижного спорту на Олімпійських іграх у Скво-Веллі взяли участь спортсмени 22-х країн. Південна Корея дебютувала в цьому виді програми.
| - Аргентина (5) - Австралія (3) - Австрія (13) - Болгарія (3) - Канада (9) - Чилі (5) - Франція (10) | - Об'єднана німецька команда (10) - Велика Британія (8) - Ісландія (3) - Італія (10) - Японія (4) - Південна Корея (1) - Ліван (2) | - Ліхтенштейн (3) - Нова Зеландія (4) - Норвегія (5) - СРСР (3) - Іспанія (4) - Швейцарія (12) - Туреччина (2) - США (14) |